# Mieczysław Łopatka
Mieczysław Łopatka (nacido el 10 de octubre de 1939 en Drachowo, Polonia) es un exjugador polaco de baloncesto. Consiguió 3 medallas en competiciones internacionales con Polonia.

## Competiciones y Logros
Dos veces campeón de Polonia (1965, 1970), también fue: tres veces medallista del Campeonato de Europa: plata (1963 Wrocław), bronce (1965 Moscú, 1967 Helsinki), finalista ME – 4. (Nápoles 1969), finalista del Campeonato del Mundo – 5. (Montevideo 1967), donde se convirtió en el máximo goleador de este torneo.